# 口吉川町殿畑
口吉川町殿畑（くちよかわちょうとのはた）は、兵庫県三木市にある大字。郵便番号は673-0741。

## 地理
- 口吉川地区の中央部に位置し、元々は北畑・志殿の2村であり、1889年に2村が合併し、1字を取って「殿畑」になった。[4]東側は口吉川町笹原・西側は口吉川町桾原、口吉川町保木・南側は口吉川町南畑・北側は新定と接する。

## 歴史
- 1954年7月1日 - 三木市を新設し、三木市口吉川町殿畑になる。

### 字域の変遷
| 実施前               | 実施年       | 実施後             |
| -------------------- | ------------ | ------------------ |
| 美嚢郡細川村大字殿畑 | 1954年6月1日 | 三木市口吉川町殿畑 |

## 世帯数と人口
2022年（令和4年）2月28日現在の世帯数と人口は以下の通りである。
| 町丁         | 世帯数 | 人口  |
| ------------ | ------ | ----- |
| 口吉川町殿畑 | 81世帯 | 188人 |

## 小・中学校の学区
市立小・中学校に通う場合、学区は以下の通りとなる。
| 番地 | 小学校               | 中学校             |
| ---- | -------------------- | ------------------ |
| 全域 | 三木市立口吉川小学校 | 三木市立星陽中学校 |

## 施設

三木市立口吉川小学校

- 三木市立口吉川小学校
- 三木口吉川郵便局
- 三木市立学校給食共同調理場
- 殿畑公民館
- 篠原神社
- 三木警察署口吉川駐在所

## 交通

兵庫県道20号加古川三田線

### 鉄道
地内には鉄道は通っていない。

### バス
- 神姫バス
- みっきぃバス

### 道路
- 兵庫県道20号加古川三田線